# Capitólio Estadual de Massachusetts
O Capitólio Estadual de Massachusetts (em inglês: Massachusetts State House) é a sede do governo do estado de Massachusetts. Localizado na capital, Boston, foi incluído no Registro Nacional de Lugares Históricos em 15 de outubro de 1966.